# Ken Howard
Ken Howard, właśc. Kenneth Joseph Howard Jr. (ur. 28 marca 1944 w El Centro, zm. 23 marca 2016 w Los Angeles) – amerykański aktor telewizyjny i teatralny, laureat nagrody Tony i Emmy.

## Życiorys

### Wczesne lata
Starszy syn biznesmena Kennetha Josepha Howarda Sr. i Marthy Carey McDonald, dorastał wraz z młodszym bratem Don Howard (ur. 1955) na Long Island we wspólnocie Manhasset, w stanie Nowy Jork, gdzie ukończył Manhasset Secondary School i grał w drużynie piłki koszykowej. Po ukończeniu Amherst College w stanie Massachusetts rozpoczął studia na Uniwersytecie Harvarda.

### Kariera
Jednak w 1968 roku porzucił studia i zadebiutował na deskach Broadwayu Shubert Theatre w musicalu Neila Simona Obiecanki cacanki (Promises, Promises). Uczył się aktorstwa w Yale School of Drama (Uniwersytet Yale) w New Haven. Kolejna broadwayowska rola Thomasa Jeffersona w sztuce 1776 (1969-1972) przyniosła mu nagrodę Theatre World Award, a za kreację Paula Reese w spektaklu Dziecięca gra (Child's Play, 1970) w Royale Theatre został uhonorowany nagrodą Tony. Swoją sceniczną karierę kontynuował występując w przedstawieniach: Huśtawka (Seesaw, 1973) i Mała czarna owieczka (Little Black Sheep, 1975) oraz w sztukach off-Broadwayu: Petera Schaffera Jeździec (Equus) jako psychiatra Martin Dysart i Kamping z Henrym i Tomem (Camping with Henry and Tom) w roli prezydenta Warrena G. Hardinga.
Po raz pierwszy zagrał na dużym ekranie w melodramacie Mówią mi, że kochasz mnie, Junie Moon (Tell Me That You Love Me, Junie Moon, 1970) u boku Lizy Minnelli. Następnie pojawił się w serialu-westernie NBC Bonanza (1972) z Michaelem Landonem i Timem Mathesonem. Został na dłużej w serialu FOX Biały cień (The White Shadow, 1978-81) w roli Kena Reevesa, profesjonalnego trenera NBA i byłego koszykarza Chicago Bulls, niedojrzałego w życiu. Za rolę idealnego ojca w 30-minutowym telefilmie dokumentalnym CBS Ciało ludzkie: Fakty dla chłopaków (The Body Human: Facts for Boys, 1980) odebrał nagrodę Emmy.
Wystąpił w adaptacji telewizyjnej NBC powieści Sidneya Sheldona Gniew aniołów (Rage of Angels, 1983) i jego sequelu Gniew aniołów-kontynuacja (Rage of Angels: The Story Continues, 1986) z Jaclyn Smith i Michaelem Nourim oraz operze mydlanej ABC Hotel (1984, 1985) z Jamesem Brolinem, Connie Selleccą i Patrickiem Duffym. Pojawił się jako Garrett Boydston, prawnik Colby Enterprises i bliski przyjaciel rodziny Colby'ch, narzeczony zamożnej piosenkarki Dominique Deveraux (Diahann Carroll), przyrodnią siostrę Blake’a Carringtona (John Forsythe) w operze mydlanej ABC Dynastia (Dynasty, 1985-86) i spin-off Dynastia Colbych (The Colbys, 1985-86). W serialu kryminalnym NBC Jordan (Crossing Jordan, 2001–2005) zagrał detektywa Maxa Cavanaugha.

## Życie prywatne
Był żonaty z aktorką Louise Sorel (1973–1976), Margo Coleman (1977–1991) i Lindą Fetters (1992 do śmierci).

## Filmy fabularne
- 1970: Mówią mi, że kochasz mnie, Junie Moon[11] jako Arthur
- 1972: 1776 jako Thomas Jefferson (VA)
- 1980: Ciało ludzkie: Fakty dla chłopaków[12], (TV)
- 1982: Ofiary (Victims, TV) jako Joe Buckley
- 1983: Gniew aniołów (Rage of Angels, TV) jako Adam Warner
- 1986: Gniew aniołów-kontynuacja[13] ( TV) jako Adam J. Warner
- 1991: Oskar, czyli 60 kłopotów na minutę (Oscar) jako Kirkwood
- 2005: Wyścig marzeń (Dreamer: Inspired by a True Story, TV) jako Bill Ford
- 2005: Siostry (In Her Shoes) jako Michael Feller
- 2007: Michael Clayton jako Don Jeffries
- 2007: Przebaczyć sercu (Sacrifices of the Heart, TV) jako Thane Weston
- 2008: John Rambo jako Arthur Marsh
- 2011: J. Edgar (film) jako Harlan F. Stone
- 2015: Polowanie na drużbów (The Wedding Ringer) jako Ed Palmer

## Seriale tv
- 1969: N.Y.P.D. jako Rick Crossfield
- 1972: Bonanza jako Samuel Clemens / Mark Twain
- 1978-81: Biały cień (The White Shadow) jako Ken Reeves
- 1983: Ptaki ciernistych krzewów (The Thorn Birds) jako Rainer Hartheim
- 1984: Hotel jako Bill Tillery
- 1985: Napisała: Morderstwo jako detektyw serżant Barnes
- 1985: Hotel jako Malcolm Taylor
- 1985-86: Dynastia (Dynasty) jako Garrett Boydston, prawnik Colby Enterprises
- 1985-86: Dynastia Colbych'[14] jako Garrett Boydston[15]
- 1989: Napisała: Morderstwo jako Hank Shipton / Bill Boyle
- 1992: Napisała: Morderstwo jako Max Hagen
- 1993: Batman: Maska Batmana jako Hartness (głos)
- 1994: One West Waikiki jako Ronald Markham
- 1994: Napisała: Morderstwo jako Matt Kinkaid
- 1994-98: Melrose Place jako pan George Andrews
- 1996: Diagnoza morderstwo jako agent specjalny Dunleavy
- 1997: Kancelaria adwokacka jako senator Frank Patanki
- 1997: Diagnoza morderstwo jako David Clarke
- 1999: Prezydencki poker jako sędzia Peyton Cabot Harrison III
- 2000: Kancelaria adwokacka jako obrońca Atty Bradford
- 2001: Sprawy rodzinne (Family Law) jako Reardon
- 2001–2005: Jordan w akcji (Crossing Jordan) jako detektyw Max Cavanaugh
- 2004: Pohamuj entuzjazm (Curb Your Enthusiasm) jako Ken Abbot
- 2006: Zaklinacz dusz jako sędzia Walter Merrick
- 2006: Prawo i porządek: sekcja specjalna jako dr Arlen Rieff
- 2007: Rodzina Duque jako Joe Samuels
- 2008: Seks, kasa i kłopoty jako Evan Connello
- 2008: Bracia i siostry jako Boyd Taylor
- 2008: Orły z Bostonu jako sędzia Walter Yardley
- 2009: Dowody zbrodni jako Harry Kemp Jr. '58
- 2011: Podkomisarz Brenda Johnson jako Wes Durant
- 2011–2013: Rockefeller Plaza 30 jako Hank Hooper
- 2012: Zaprzysiężeni (Blue Bloods) jako Malcolm
- 2012: Żar młodości jako George Summers